# Крейґ Гоґан
Крейґ Гоґан (англ. Craig Hogan) — професор астрономії і фізики в Чиказькому університеті, а також директор центру астрофізики частинок у Fermilab.
Автор теорії «голографічного шуму».

## Біографія
Навчався у середній школі Пало-Верде. Диплом бакалавра астрономії з відзнакою отримав у 1976 році в Гарвардському університеті. Докторську дисертацію захистив у Кінгс-коледжі Кебриджського університету (1980), постдокторські дослідження провадив також у Чиказькому університеті та Каліфорнійському технологічному інституті.
У 1985 році почав працювати в Аризонському університеті, у 1990 перейшов до Вашингтонського університету у Сіетлі, штат Вашингтон. У 1993–2008 роках — професор цього університету, у 1995–2001 роках — завідувач відділення астрономії, у 2002–2005 — проректор з досліджень.
Був членом дослідницької групи High-z Supernova, яка відкрила темну енергію у 1998.
Отримав премію Александра фон Гумбольдта та премію Фонду Альфреда Слоана. У 1998 році видав працю «Маленька книжка великого вибуху» (англ. The Little Book of the Big Bang), яка була перекладена шістьма мовами.

## Нагороди
- 2007: Премія Грубера з космології (разом з High-z Supernova Search Team)
- 2011: Нобелівську премія з фізики отримали Браян Шмідт та Адам Рісс — колеги Гоґана з  High-z Supernova Search Team за роботу, здійснену цією групою.
- 2015: Премія з фундаментальної фізики, разом з Браяном Шмідтом, Адамом Ріссом та High-Z Supernova Search Team.